# Sofu Mehmed Pascha
Sofu Mehmed Pascha, auch Mevlevi Mehmed Pascha, († August 1649 in Malkara) war ein osmanischer Staatsmann und Großwesir des Osmanischen Reiches. Außerdem war er Defterdar der osmanischen Regierung.

## Leben
Über Herkunft, Kindheit und Jugend von Mehmed Pascha ist nichts bekannt. Er diente bei den Kapıkulu, dann als Kethüda (Adjutant/Stellvertreter) eines Defterdar, der als eine Art Finanzminister oberster Kämmerer des Sultans war. Während der Regentschaft von Murad IV. wurde er im Jahr 1636 selbst zum Defterdar befördert und blieb bis 1639 im Amt. Während seines Ruhestandes wurde er Mitglied des Mevlevi-Ordens und erhielt den Titel Mevlevi oder Sofu. Mehrfach war Mehmed Pascha in den folgenden Jahren erneut Defterdar.
Während der turbulenten Ereignisse kurz vor der Entthronung İbrahims im Jahre 1648 war der frühere Großwesir Hezarpare Ahmed Pascha von einem wütenden Mob gemeinsam mit den Janitscharen gelyncht worden. Die Anführer der Janitscharen zwangen daraufhin den Sultan, Sofu Mehmed Pascha zum Großwesir zu ernennen. Der Sultan stimmte am 8. August 1648 widerwillig zu. Trotzdem wurde der Sultan fünf Tage nach der Ernennung entthront und zehn Tage später gehängt. Sofu Mehmed Pasha soll während der Hinrichtung persönlich anwesend gewesen sein.
Der neue Sultan Mehmed IV. war erst sieben Jahre alt. Die Regentin Kösem Sultan, Ibrahims Mutter und Mehmeds Großmutter, war Mehmed Pascha gegenüber misstrauisch, weil seine Rolle bei der Hinrichtung von Ibrahim undurchsichtig war. Ein weiteres Problem für Sofu Mehmed war die Wirtschaft. Oberste Priorität hatte für ihn in der Regierung die Staatskasse. Er begrenzte die Ausgaben, aber diese Politik löste bei den Sipahi-Truppen Unmut aus und es kam zum Aufstand. Sofu Mehmed rettete sein Leben, indem er sich hinter die Macht der Janitscharentruppen flüchtete. Durch das entstehende Machtvakuum erlangten die Janitscharen noch mehr Macht und bald trat der Kommandeur der Janitscharen, Kara Murad Pascha, gegen Sofu Mehmed Pascha auf. Die Niederlage der osmanischen Marine in der Schlacht von Focchies am 12. Mai 1649 war ein weiterer Schlag für Sofu Mehmed Pascha.
Am 21. Mai 1649, wurde Mehmed Pascha als Großwesir durch Kara Murad Pascha ersetzt. Er wurde nach Malkara verbannt und im August 1649 auf Befehl von Kara Murad Pascha von Frenk Ahmed Ağa hingerichtet.